# 17884 Джефтомпсон
17884 Джефтомпсон (17884 Jeffthompson) — астероїд головного поясу, відкритий 12 лютого 1999 року.
Тіссеранів параметр щодо Юпітера — 3,588.